# الن پائیویو
اَلن پائیویو (انگلیسی: Allan Paivio؛ ۲۹ مارس ۱۹۲۵ – ۱۹ ژوئن ۲۰۱۶) یک روان‌شناس، پژوهشگر مشهور کانادایی و استاد دانشگاه دانشگاه وسترن انتاریو بود.
او در سال ۱۹۴۸ میلادی لقب «آقای کانادا» را از فدراسیون جهانی بدن‌سازی و تناسب‌اندام گرفته بود.
شهرت او به واسطهٔ «تئوری کدگذاری دوگانه» (DCT) در زمینهٔ حافظه انسان بود که می‌گفت اطلاعات کلامی و غیرکلامی طی دو سامانهٔ مجزا عمل می‌کنند.